# Passiflora kuranda
Passiflora kuranda je biljka iz porodice Passifloraceae.